# JEATH-Kriegsmuseum
Das JEATH-Kriegsmuseum (englisch JEATH War Museum; thailändisch พิพิธภัณฑ์อักษะเชลยศึก) ist ein Museum in der Stadt Kanchanaburi in Zentral-Thailand.
Das Museum liegt innerhalb des Wat Chai Chumphon, etwa drei Kilometer südlich von der Brücke über den Khwae Yai entfernt, und dient der Darstellung der Verhältnisse während des Zweiten Weltkrieges in dieser Gegend, als die japanischen Truppen Thailand besetzten und eine Eisenbahnverbindung durch das Land nach Birma errichten ließen, die so genannte Todeseisenbahn (Death Railway). Beim Bau wurden Kriegsgefangene verschiedener Nationen eingesetzt, von denen viele ums Leben kamen.
Im Museum sind drei Nachbauten von Bambushütten zu sehen, wie sie als Unterkunft der Gefangenen dienten. In den Hütten sind zahlreiche Objekte aus dem Leben in den Lagern und von der Baustelle ausgestellt, unter anderem Gemälde und Fotografien.
JEATH steht für Japan, England, Australien/Amerika, Thailand und Holland, die den Hauptanteil der Arbeitskräfte stellten oder stellen mussten. Das Museum wurde 1977 eröffnet.
Das Museum ist täglich zwischen 8:30 und 18:00 Uhr geöffnet.

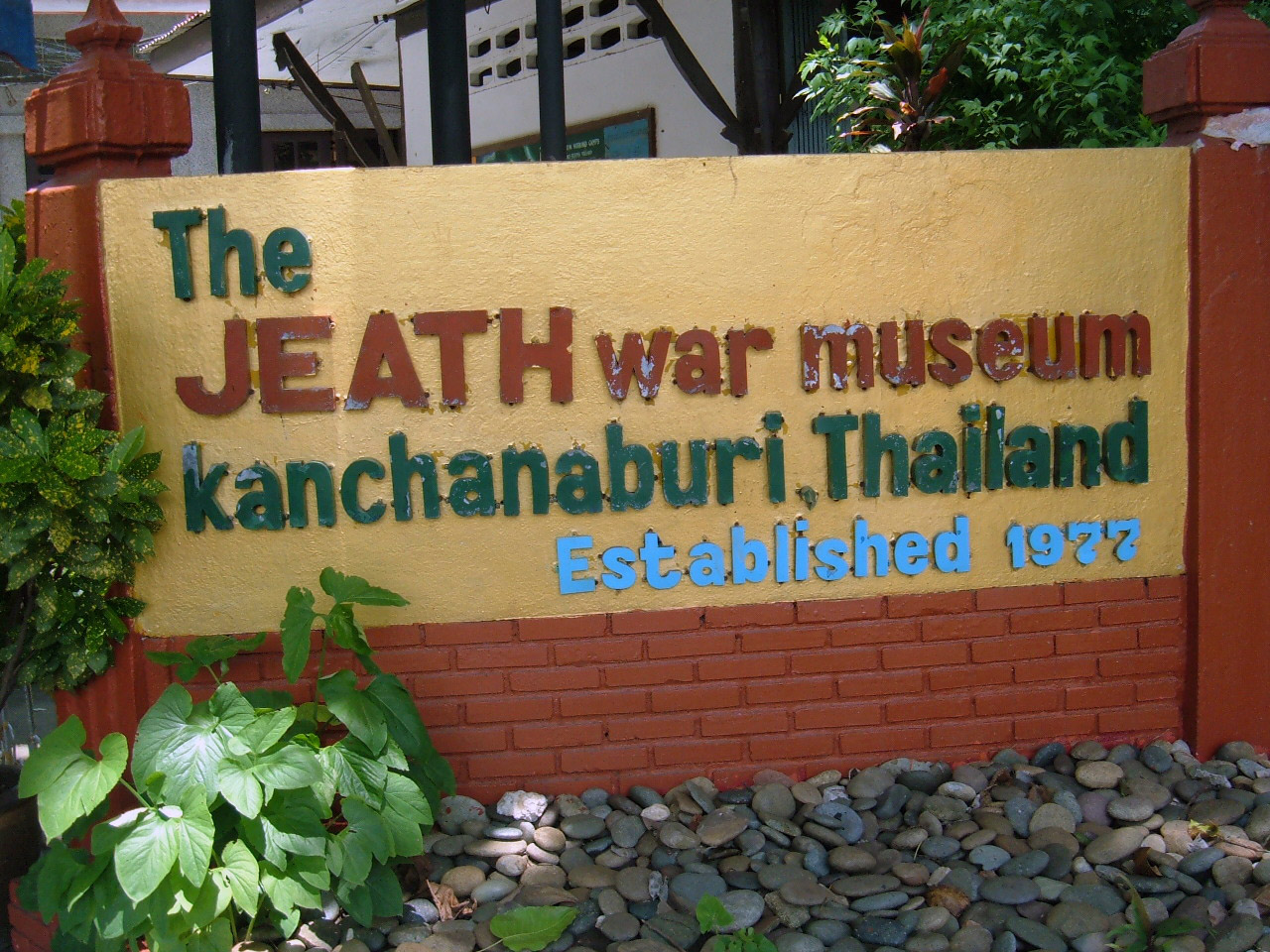
Schild am Eingang des Museums
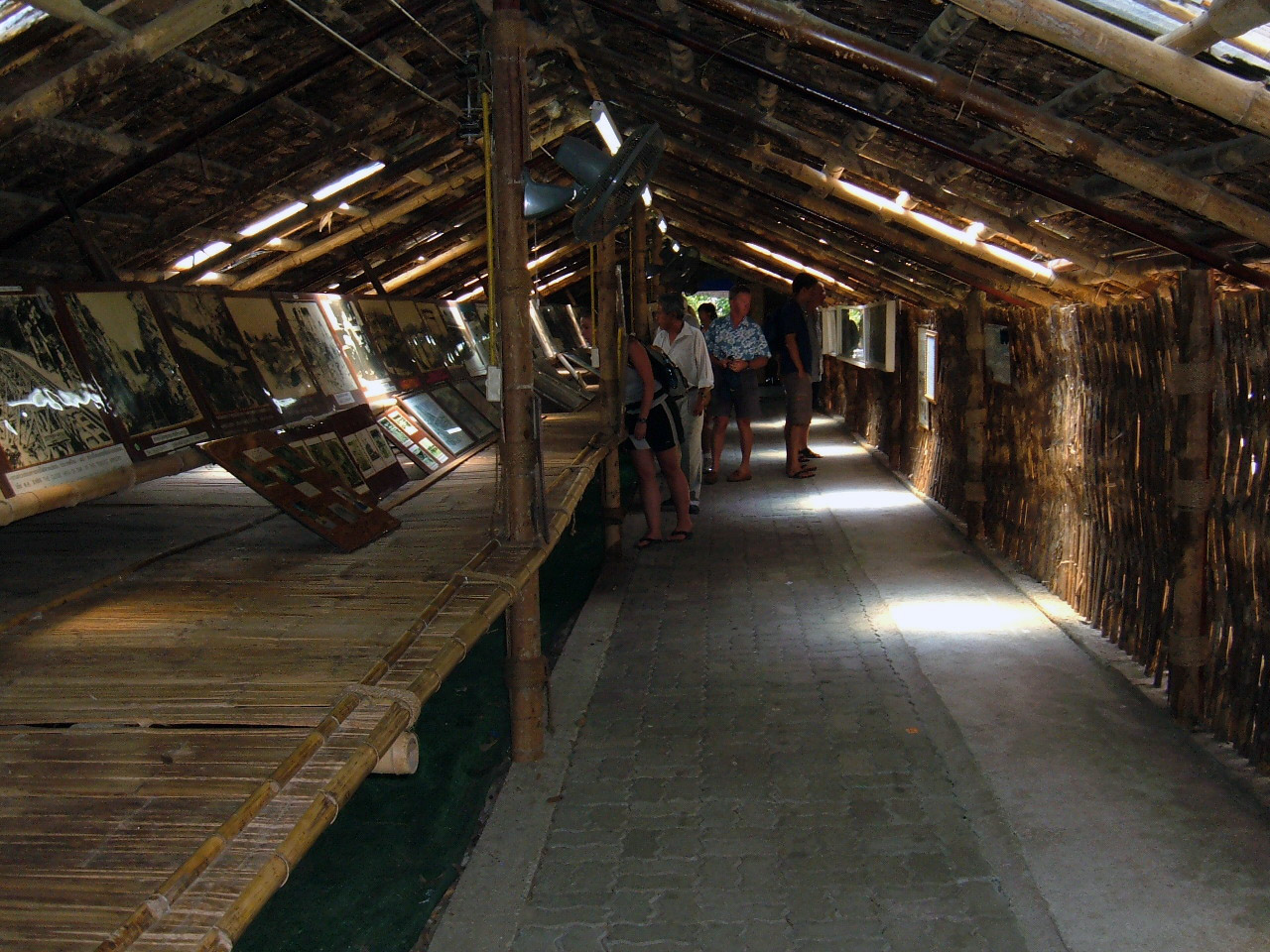
Abteilung des Museums zum Bau der Todesbahn
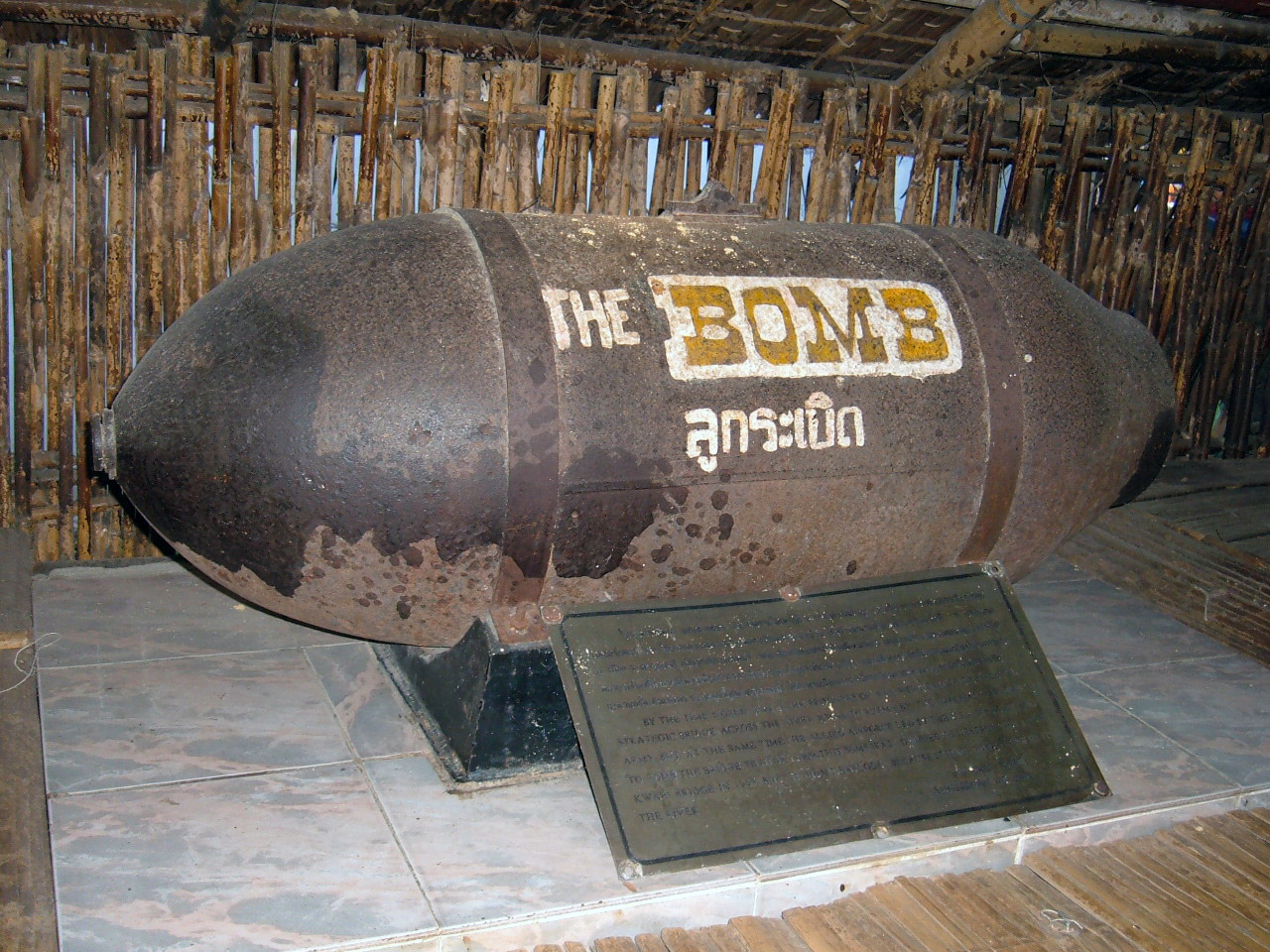
Bombe aus dem Zweiten Weltkrieg